# Crni Bombarder
Crni Bombarder (serbi: Црни бомбардер, romanitzat: Crni Bombarder ; valencià: Bombarder negre) és una pel·lícula dramàtica iugoslava del 1992 dirigida pel realitzador serbi Darko Bajić. Té lloc a Belgrad en un futur fictici, proper i autoritari (1999), inspirat en les condicions de Sèrbia a l'inici de les guerres iugoslaves. La pel·lícula segueix un locutor de ràdio antisistema, Crni (Dragan Bjelogrlić), i la cantant de rock Luna (Anica Dobra), amiga i amant seua. L'emissora de ràdio per a la qual treballa Crni, Boom 92 (inspirada en B92), és tancada per ser subversiva, per qual cosa estableix el seu propi estudi de radiodifusió itinerant en una camioneta, anomenat "Crni bombarder" (El Bombarder Negre).
Srđan Gile Gojković d'Električni Orgazam va produir la banda sonora amb altres membres de la banda, així com Anica Dobra a la veu i Vlada Divljan d'Idoli.